# Skate Canada International 2011
Skate Canada International 2011 fue la segunda competición
del Grand Prix de patinaje artístico sobre hielo de la temporada
2011-2012. Tuvo lugar en Mississauga, Canadá, entre el 27 y
el 30 de octubre de 2011. Organizada por la federación de patinaje sobre hielo de Canadá, la competición sirvió de clasificatorio para la final del Grand Prix.

## Resultados

### Patinaje individual masculino
| Clasificación | Nombre               | País           | Total  | Programa corto | Programa corto | Programa libre | Programa libre |
| ------------- | -------------------- | -------------- | ------ | -------------- | -------------- | -------------- | -------------- |
| 1             | Patrick Chan         | Canadá         | 253,74 | 3              | 83,28          | 1              | 170,46         |
| 2             | Javier Fernández     | España         | 250,33 | 1              | 84,71          | 2              | 165,62         |
| 3             | Daisuke Takahashi    | Japón          | 237,87 | 2              | 84,66          | 3              | 153,21         |
| 4             | Adam Rippon          | Estados Unidos | 217,97 | 4              | 72,89          | 4              | 145,08         |
| 5             | Denis Ten            | Kazajistán     | 212,39 | 5              | 71,40          | 6              | 140,99         |
| 6             | Ross Miner           | Estados Unidos | 202,36 | 9              | 60,83          | 5              | 141,53         |
| 7             | Andrei Rogozine      | Canadá         | 193,40 | 6              | 67,28          | 7              | 126,12         |
| 8             | Kevin van der Perren | Bélgica        | 179,21 | 8              | 64,01          | 8              | 115,20         |
| 9             | Alexander Majorov    | Suecia         | 177,84 | 7              | 65,14          | 9              | 112,70         |
| 10            | Elladj Baldé         | Canadá         | 151,57 | 10             | 55,99          | 10             | 95,58          |

### Patinaje individual femenino
| Clasificación | Nombre                  | País           | Total  | Programa corto | Programa corto | Programa libre | Programa libre |
| ------------- | ----------------------- | -------------- | ------ | -------------- | -------------- | -------------- | -------------- |
| 1             | Yelizaveta Tuktamýsheva | Rusia          | 177,38 | 1              | 59,57          | 2              | 117,81         |
| 2             | Akiko Suzuki            | Japón          | 172,26 | 4              | 52,82          | 1              | 119,44         |
| 3             | Ashley Wagner           | Estados Unidos | 165,48 | 2              | 54,50          | 3              | 110,98         |
| 4             | Aliona Leonova          | Rusia          | 152,22 | 7              | 49,75          | 4              | 102,47         |
| 5             | Mirai Nagasu            | Estados Unidos | 151,72 | 5              | 52,73          | 5              | 98,99          |
| 6             | Amélie Lacoste          | Canadá         | 146,40 | 6              | 50,60          | 6              | 95,80          |
| 7             | Cynthia Phaneuf         | Canadá         | 140,70 | 8              | 48,70          | 7              | 92,00          |
| 8             | Sarah Hecken            | Alemania       | 130,71 | 10             | 44,50          | 8              | 86,21          |
| 9             | Adriana DeSanctis       | Canadá         | 129,48 | 9              | 47,14          | 9              | 82,34          |
| 10            | Rachael Flatt           | Estados Unidos | 128,22 | 3              | 54,23          | 10             | 73,99          |

### Patinaje en parejas
| Clasificación | Nombre                                  | País   | Total  | Programa corto | Programa corto | Programa libre | Programa libre |
| ------------- | --------------------------------------- | ------ | ------ | -------------- | -------------- | -------------- | -------------- |
| 1             | Tatiana Volosozhar / Maksim Trankov     | Rusia  | 201,38 | 1              | 70,42          | 1              | 130,96         |
| 2             | Sui Wenjing / Han Cong                  | China  | 180,82 | 4              | 59,23          | 2              | 121,59         |
| 3             | Meagan Duhamel / Eric Radford           | Canadá | 174,84 | 2              | 62,37          | 3              | 112,47         |
| 4             | Narumi Takahashi / Mervin Tran          | Japón  | 169,41 | 3              | 60,60          | 5              | 108,81         |
| 5             | Lubov Iliushechkina / Nodari Maisuradze | Rusia  | 165,17 | 5              | 58,14          | 6              | 107,03         |
| 6             | Jessica Dubé / Sébastien Wolfe          | Canadá | 158,44 | 6              | 53,23          | 7              | 105,21         |
| 7             | Yu Xiaoyu / Jin Yang                    | China  | 158,36 | 8              | 49,28          | 4              | 109,08         |
| 8             | Paige Lawrence / Rudi Swiegers          | Canadá | 153,96 | 7              | 50,11          | 8              | 103,85         |

### Danza sobre hielo
| Clasificación | Nombre                                  | País           | Total  | Danza corta | Danza corta | Danza libre | Danza libre |
| ------------- | --------------------------------------- | -------------- | ------ | ----------- | ----------- | ----------- | ----------- |
| 1             | Tessa Virtue / Scott Moir               | Canadá         | 178,34 | 1           | 71,61       | 1           | 106,73      |
| 2             | Kaitlyn Weaver / Andrew Poje            | Canadá         | 155,99 | 2           | 63,31       | 3           | 92,68       |
| 3             | Anna Cappellini / Luca Lanotte          | Italia         | 154,87 | 3           | 61,92       | 2           | 92,95       |
| 4             | Madison Chock / Evan Bates              | Estados Unidos | 135,10 | 6           | 51,24       | 4           | 84,67       |
| 5             | Yekaterina Riazanova / Iliá Tkachenko   | Rusia          | 132,36 | 4           | 54,94       | 5           | 77,42       |
| 6             | Ekaterina Pushkash / Jonathan Guerreiro | Rusia          | 126,63 | 5           | 51,24       | 6           | 75,39       |
| 7             | Tarrah Harvey / Keith Gagnon            | Canadá         | 122,80 | 7           | 49,65       | 7           | 73,15       |